# Gillian Carleton
Gillian Carleton, född 3 december 1989 i Scarborough, Ontario, är en kanadensisk cyklist som tog OS-brons i lagförföljelsen vid de olympiska cyklingstävlingarna 2012 i London.